# Třída Benham
Třída Benham byla lodní třída torpédoborců námořnictva Spojených států amerických. Celkem bylo postaveno deset jednotek této třídy. Všechny torpédoborce bojovaly ve druhé světové válce, přičemž dva byly v boji ztraceny. Přeživší lodě byly po válce dílem sešrotovány a dílem použity jako cíle při jaderných zkouškách na atolu Bikini.

## Stavba

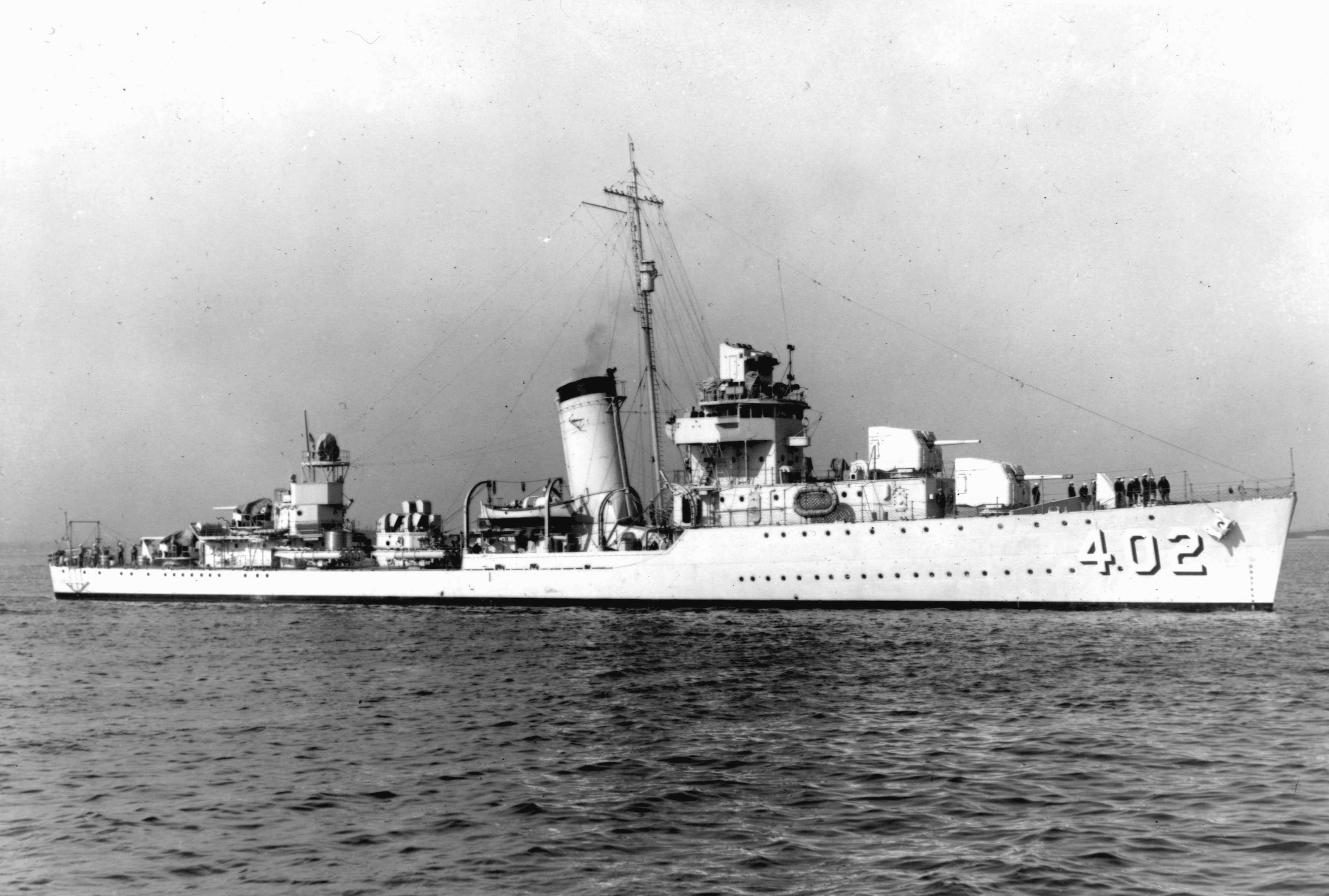
USS Mayrant (DD-402) v listopadu 1939

Stavba této třídy byla schválena ve finančním roce 1936. Torpédoborce navrhla společnost Gibbs & Cox. Celkem bylo postaveno deset jednotek. Konstrukčně navazovaly na třídu Bagley, měly však vylepšený pohonný systém. Na jejich stavbě se podílelo celkem šest amerických loděnic. Byly to Federal Shipbuilding and Drydock Company v Kearny, Boston Navy Yard v Bostonu, Philadelphia Naval Shipyard ve Filadelfii, Norfolk Naval Shipyard v Portsmouthu, Charleston Navy Yard v North Charlestonu a Puget Sound Naval Shipyard v Bremertonu. Všechny torpédoborce byly do služby přijaty roku 1939.
Jednotky třídy Benham:
| Jméno            | Loděnice                    | Zahájení stavby | Spuštění na vodu  | Zařazena do služby | Osud                                                                                        |
| ---------------- | --------------------------- | --------------- | ----------------- | ------------------ | ------------------------------------------------------------------------------------------- |
| Benham (DD-397)  | Federal Shipbuilding        | 1936            | 16. dubna 1938    | únor 1939          | Dne 15. listopadu 1942 potopen v námořní bitvě u Guadalcanalu.                              |
| Ellet (DD-398)   | Federal Shipbuilding        | 1936            | 11. června 1938   | únor 1939          | Vyškrtnut 1945.                                                                             |
| Lang (DD-399)    | Federal Shipbuilding        | 1937            | 27. srpna 1938    | březen 1939        | Vyškrtnut 1945.                                                                             |
| Mayrant (DD-402) | Boston Navy Yard            | 1937            | 14. května 1938   | září 1939          | V červenci 1946 cvičný cíl při jaderném testu na atolu Bikini. Dne 4. dubna 1948 potopen.   |
| Trippe (DD-403)  | Boston Navy Yard            | 1937            | 14. května 1938   | listopad 1939      | V červenci 1946 cvičný cíl při jaderném testu na atolu Bikini. Dne 3. února 1948 potopen.   |
| Rhind (DD-404)   | Philadelphia Naval Shipyard | 1937            | 28. července 1938 | listopad 1939      | V červenci 1946 cvičný cíl při jaderném testu na atolu Bikini. Dne 22. března 1948 potopen. |
| Rowan (DD-405)   | Norfolk Navy Yard           | 1937            | 5. května 1938    | září 1939          | Dne 10. září 1943 potopen                                                                   |
| Stack (DD-406)   | Norfolk Navy Yard           | 1937            | 5. května 1938    | listopad 1939      | V červenci 1946 cvičný cíl při jaderném testu na atolu Bikini. Dne 24. dubna 1948 potopen.  |
| Sterett (DD-407) | Charleston Navy Yard        | 1936            | 27. října 1938    | srpen 1939         | Vyškrtnut 1947.                                                                             |
| Wilson (DD-408)  | Puget Sound Navy Yard       | 1937            | 12. dubna 1939    | červenec 1939      | V červenci 1946 cvičný cíl při jaderném testu na atolu Bikini. Dne 8. března 1948 potopen.  |

## Konstrukce

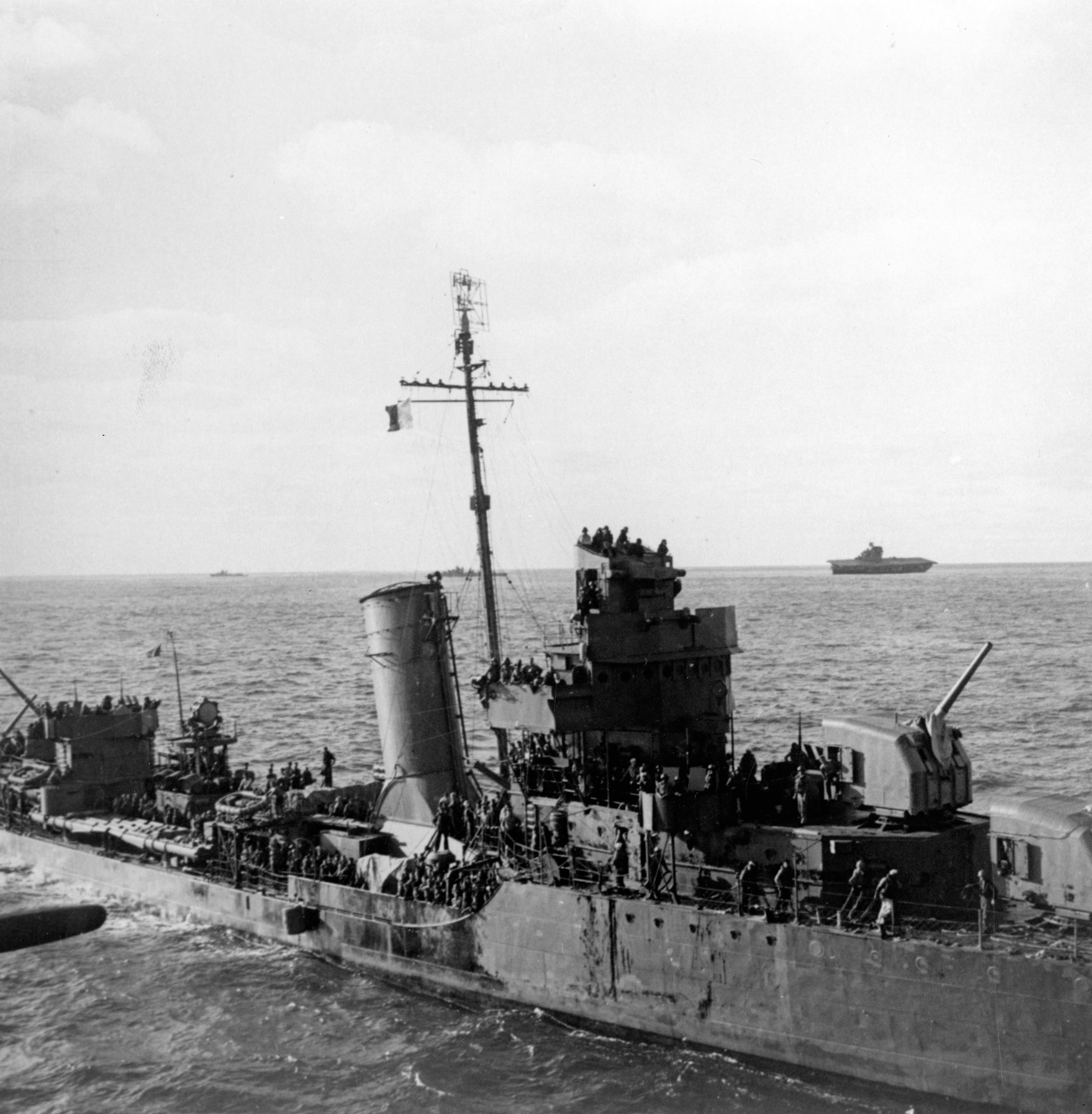
Torpédoborec USS Benham (DD-397) v bitvě u Midway 4. června 1942. Na snímku plavidlo odplouvá s trosečníky z letadlové lodě USS Yorktown (CV-5), která je v pozadí vpravo.

Základní výzbroj tvořily čtyři 127mm/38 kanónů Mk 12, z nichž přední dvojice byla umístěna v krytých dělových věžích a  zadní pár stál v nekrytých postaveních. Torpédovou výzbroj představovalo šestnáct hlavní ráže 533mm – torpédoborce nesly čtyři čtyřhlavňové torpédomety. Protiletadlovou výzbroj zpočátku tvořily čtyři 12,7mm kulomet M2 Browning. K ničení ponorek sloužily dva spouštěče hlubinných pum se zásobou deseti náloží. K jejich lokalizaci sloužil sonar QCE. Pohonný systém tvořily tři kotle Babcock and Wilcox a dvě turbíny Westinghouse o výkonu 50 000 hp, pohánějící dva lodní šrouby. Spaliny odváděl jeden komín. Nejvyšší rychlost dosahovala 38,5 uzlu. Dosah byl 6500 námořních mil při rychlosti dvanáct uzlů.

### Modifikace
Během války se výzbroj jednotlivých plavidel měnila, zejména s ohledem na jejich eskortní úkoly. Torpédomety byly postupně demontovány a nahrazovány rychlopalnými protiletadlovými kanóny – na konci války tak nesly až osm 40mm kanónů Bofors a osm 20mm kanónů Oerlikon. Zvyšoval se přitom rovněž počet vrhačů hlubinných pum.

## Operační nasazení
Všechny torpédoborce se zapojily do druhé světové války (jak na evropském válčišti, tak v oblasti Pacifiku), přičemž už před samotným zapojením USA se podílely na doprovodu konvojů (tzv. Neutrality Patrol). V dubnu 1942 Benham, Ellet, Dunlap a Fanning doprovázely letadlovou loď USS Hornet plující podniknout Doolittlův nálet na Japonsko.
Zatímco Benham byl potopen v roce 1942 v námořní bitvě u Guadalcanalu, Rowan byl potopen v roce 1943 ve Středomoří německými motorovými torpédovými čluny.
Nedlouho po skončení války byly zbylé torpédoborce vyřazeny ze služby. Sterett, Ellet a Lang byly v letech 1946–1948 prodány k sešrotování. Mayrant, Trippe, Rhind, Stack a Wilson byly v roce 1946 použity jako cvičné cíle při jaderných testech Able a Baker, realizovaných na atolu Bikini. Oba výbuchy přečkaly, poté na nich byly zkoumány účinky radiace, až je roku 1948 poblíž Kwajaleinu potopily konvenční municí jako cvičné cíle.